# Simbor
Simbor es un pequeño territorio de 0,91 km² situado en la ensenada de Simbor, a unos 20 km al este de Diu (India). Este territorio perteneció a la India Portuguesa hasta 1961, formando parte del Distrito de Diu.
Está formado por dos franjas de tierra a cada lado de un estuario (Rio Vençoso) y por un pequeño islote dónde se encuentra, el Fuerte de Santo António (Forte do Mar) o Fuerte de Pani-Kota, con murallas de piedra.